# Tribolonotus ponceleti
Tribolonotus ponceleti är en ödleart som beskrevs av  J. Roy Kinghorn 1937. Tribolonotus ponceleti ingår i släktet Tribolonotus och familjen skinkar. IUCN kategoriserar arten globalt som otillräckligt studerad. Inga underarter finns listade i Catalogue of Life.